# Benny Spellman
Benny Spellman (Pensacola (Florida), 11 de diciembre de 1931 – 3 de junio de 2011) fue un cantante de R&B estadounidense, conocido por su single de 1962 "Lipstick Traces (on a Cigarette)" y su cara B "Fortune Teller", ambas escritas por Allen Toussaint.
Spellman fue vocalista de coro en el éxito de Ernie K-Doe "Mother in Law".
"Lipstick Traces" alcanzó la posición 28 del Billboard de Estados Unidos en su categoría de singles R&B  y el 80 en el Billboard Hot 100, mientras que "Fortune Teller" fue interpretado por otros artistas como The Who y The Rolling Stones. Spellman trabajó con Toussaint, Earl King ("Trick Bag"), Huey "Piano" Smith, Ernie K-Doe, Wilson Pickett, The Neville Brothers y The O'Jays. En 1965, grabó el sencillo, "Word Game" para Atlantic Records pero se retiraría para trabajar en una fábrica de cervezas.
En 1988, Collectables Records recopiló a un álbum de las 16 grabaciones de Spellman en la década de los 60. En 2009, entró en el Louisiana Music Hall of Fame.